# Guairá (wodospad)
Guairá (hiszp. Saltos del Guairá, port. Salto das Sete Quedas do Guaíra) – nieistniejący już wodospad na rzece Parana.

## Opis
Wodospad położony był na podłożu bazaltowym na rzece Parana i tworzony był przez 18 progów. Wodospady powstały w miejscu, gdzie rzeka Parana przecina piaskowcowe góry Sierra de Maracayú. Tworzący się kanion zwężał w tym miejscu koryto rzeki z 381 do 61 metrów.
Ilość wody przepływająca przez wodospady Guairá była ośmiokrotnie większa niż w pobliskich wodospadach Iguazú i kształtowała się na średnim poziomie 13 309 m³/sek. Wysokość najwyższej pojedynczej strugi wynosiła 40 metrów, a wysokość całkowita 114 metrów. Wodospady były słyszane z odległości 32 km.
Wodospad zlokalizowany był na granicy Brazylii i Paragwaju. Bezpośrednio na wschód od wodospadu znajduje się brazylijska miejscowość Guaíra.

## Nazwa
Hiszpańska nazwa Saltos del Guairá została nadana na cześć jednego z wodzów plemienia Guarani, natomiast portugalska nazwa Salto das Sete Quedas do Guaíra pochodzi od siedmiu głównych progów tworzących ten wodospad.

## Historia
Wodospady po raz pierwszy były wzmiankowane przez jezuickich misjonarzy XVI wieku. Przez długi czas, ze względu na swoje rozmiary i wygląd, stanowiły dużą atrakcję turystyczną, jednak w 1982 roku zostały zalane przez wody spiętrzone za sprawą budowy zapory i największej wówczas hydroelektrowni na świecie – Itaipu (obecnie druga co wielkości hydroelektrownia po Zaporze Trzech Przełomów).